# Pave Maijanen
Pekka Juhani Maijanen, más conocido como Pave Maijanen (Lappeenranta, 3 de septiembre de 1950-16 de enero de 2021), fue un cantante finés, quien, además, trabajó  como compositor, bajista, tecladista, baterista, guitarrista y productor discográfico durante su carrera. Además de su carrera como solista, Maijanen es conocido por haber participado en bandas como The Royals, Rock'n'Roll Band, Pepe & Paradise y como tecladista y productor en Dingo y Hurriganes.
Su primer trabajo como productor fue en el álbum Nuclear Nightclub de la banda de rock progresivo, Wigwam.

## Carrera
Pave Maijanen comenzó a demostrar interés en la música a la edad de 6 años, cuando él empezó a tocar la armónica. En los años 1960, el ya había participado en varias bandas, siendo la más famosa, Mielikummitus, quiénes eran los teloneros del cantante Kristian. La carrera musical de Maijanen continuó como bajista del grupo Pepe & Paradise y como vocalista de The Royals. Maijanen también trabajó como vocalista en varios álbumes del guitarrista Albert Järvinen. El primer sencillo de Maijanen como solista, titulado "Fever", fue lanzado en 1975. A comienzos de los años 1980, fundó la banda Pave's Mistakes, a quienes produjo dos álbumes de estudio. En el segundo disco de dicha banda, Pidä, Maijanen compuso, escribió e interpretó sus primeras canciones en finés. La canción homónima de este último álbum, se convirtió en un éxito de 1981.
El primer álbum de estudio titulado Tanssivat kengät, fue publicado en 1983 y contiene la canción disco "Aiaiai", publicado un año antes. Durante toda la década de 1980, Pave produjo música tanto rock como pop en sus propios discos. Maijanen escribió la mayor parte de sus canciones, bajo el seudónimo de Maija Paavonen. El músico finés Hector, también escribió algunas canciones para Pave. A mediados de los años 1980, la carrera de Pave Maijanen comenzó a tener mucho éxito. Los álbumes Maijanen (1984) y Palava sydän (1985) obtuvieron certifcaicón de diamante, y el disco Maailman tuulet (1987) recibió la de oro. Maijanen también fue un famoso productor discográfico en los años 1980. Produjo los últimos discos de Hurriganes y las más famosas canciones de Dingo. Maijanen también ha sido llamado como "el sexto Dingo" debido a que estuvo involucrado activamente en las obras de Dingo en la década de 1980, y la banda nunca estuvo en el estudio de grabación sin él.
En 2019 fue diagnosticado con ELA, enfermedad por la cual falleció el 16 de enero de 2021.

## Eurovisión 1992
Maijanen participó en la Final Nacional para elegir a un representante en el Festival de Eurovisión a celebrarse en 1992. Él interpretó la canción "Yamma, yamma", con la que obtuvo el primer lugar en dicha competencia, dándole el derecho de representar a su país en el certamen.
La canción sólo recibió 4 puntos (3 puntos entregados por Yugoslavia y 1 de Israel), posicionándose en el 23.º puesto, es decir, el último en la tabla.
No obstante su paso por Eurovisión no terminó ahí, puesto que al año siguiente acompañó a Katri Helena, una de las grandes estrellas de la música finesa, como acordeonista en la participación de Finlandia en dicho evento, el tema "Tule luo", finalizando en la posición 17.

## Después de Eurovisión
Antes de su pobre desempeño en el Festival de Eurovisión, su carrera comenzó a declinar: las ventas de sus discos empezaron a disminuir. Una vez que su carrera comenzó a "calmarse", él comenzó a participar como el tecladista de las presentaciones como parte de la reunión de Dingo durante 1993 y 1994, y tocó los teclados en el disco de Via Finlandia del mismo grupo. 
A fines de los años 90, Pave volvió a los escenarios, cuando el grupo Mestarit Areenalla, integrada por él, Kirka, Hector y Pepe Willberg, agotó las entradas en su presentación en los estadios de hockey sobre hielo, y además, él también organizó su propio concierto en el Estadio Olímpico de Helsinki, siendo el primer artista en hacerlo.
Pave Maijanen sigue trabajando como compositor y productor en su propia música, así como también, para programas de televisión, como en la versión finlandesa de la caricatura DuckTales, que cuenta con la canción principal interpretada por él.
En julio de 2012, Maijanen fue galardonado con el premio Iskelmä-Finlandia.

## Colaboraciones
- The Top Cats (1964)
- Ours (1965-1968)
- Kopet (1968-1969)
- Mielikummitus (1969-1970)
- Smoking (1970-1971)
- Pepe & Paradise (1971-1975)
- Wigwam (1975) (productor)
- Lauluyhtye Fyrkka (1974)
- Rock'n'Roll Band (1975 y 2005)
- The Royals (1975-1978)
- Mistakes (1980-1982)
- Hurriganes (1980) (tecladista y productor)
- Dingo (productor: 1984-1994, tecladista: 1993-1994)
- Mestarit (1997-2002)
- Hector & Pave Maijanen Duo (2003)

## Discografía
Álbumes de estudio
- Tanssivat kengät  (1983)
- Maijanen  (1984)
- Palava sydän  (1985)
- Maailman tuulet  (1987)
- Maya: Would You  (1987)
- Kuutamokeikka  (1990)
- No Joking  (1991)
- Sirkus saapuu tivoliin  (1994)
- Kohti uutta maailmaa  (1998)
- Mustaa valkoisella  (2000)
- Kaikessa rauhassa  (2010)

Compilaciones
- Kaikki Nämä Vuodet 1969-2010 (2012)